# Justine-Herbigny

Justine-Herbigny este o comună în departamentul Ardennes din nordul Franței. În 1 ianuarie 2022 avea o populație de 164 de locuitori.